# Friulano centro-orientale
Il friulano centro-orientale è un gruppo dialettale della lingua friulana.
In questo complesso ricadono le seguenti varietà, parlate nelle province di Udine (Carnia esclusa) e Gorizia:
- friulano centrale - Diffuso, sotto forma di varie tipologie, dalla riva sinistra del Tagliamento (esclusa la zona del corso inferiore) al confine con il friulano goriziano e dalle Prealpi Giulie al mare Adriatico. Si è ritenuto di considerarlo alla base della koinè friulana ed è per questo noto anche come "friulano comune".
- friulano orientale o friulano goriziano - Si parla presso l'angolo sudorientale del Friuli a partire dalla direttrice Cormons-Cervignano-Aquileia, quindi in quasi tutta la provincia di Gorizia e in una piccola parte della provincia di Udine.
- friulano della fascia sudorientale del basso Tagliamento - Viene parlato in una stretta fascia dalla vaga forma triangolare con il vertice in corrispondenza di Dignano delimitata a ovest dal Tagliamento, a est dai fiumi Corno e Stella e a sud dall'Adriatico.